# A través de la niebla
A través de la niebla es una serie de televisión de España, emitida por La 1 de Televisión Española entre 1971 y 1972. Cuenta con guiones de Lorenzo López Sancho y la dirección de Alberto González Vergel.

## Argumento
Con episodios independientes entre sí que narran historias con desenlace en cada uno de ellos, el hilo conductor son los fenómenos fuera de lo normal, pues trataban siempre cuestiones que van más allá de lo racional entrando en ocasiones de lleno en el terreno de los fenómenos paranormales y el misterio.

## Listado de episodios
- El pasado del Profesor Legrand - 18 de octubre de  1971    
  - José Luis Pellicena
  - María José Alfonso
  - Enrique Cerro
  - Montserrat Noé
  - Pastor Serrador
- El regreso - 25 de octubre de  1971    
  - José Luis Pellicena
  - Concha Cuetos
  - Amelia de la Torre
- Morella - 1 de noviembre de  1971    
  - José Luis Pellicena
  - Andrés Mejuto
  - Blanca Sendino
  - Ana María Vidal
- Tres bolitas de ámbar - 8 de noviembre de  1971    
  - José Luis Pellicena
  - Ismael Merlo
  - José Félix Montoya
  - Antonio Puga
  - Elena María Tejeiro
- El espejo chino - 15 de noviembre de  1971    
  - José Luis Pellicena
  - Enrique Cerro
  - Pedro del Río
  - Mayrata O'Wisiedo
  - Luis Prendes
- Los ojos de Sid Newmann - 22 de noviembre de  1971    
  - José Luis Pellicena
  - Tomás Blanco
  - Enrique Cerro
  - Elisa Montés
  - Antonio Puga
  - Ángel Terrón
- El parpadeo de Visnú - 29 de noviembre de  1971    
  - José Luis Pellicena
  - Tomás Blanco
  - Maite Brik
  - Gloria Muñoz
- La dama de Barbarelli - 6 de diciembre de  1971    
  - José Luis Pellicena
  - Francisco Guijar
  - José Lahoz
  - Carmen Martínez Sierra
  - Gilberto Moreno
  - Mónica Randall
  - Ángel Terrón
- Extraño viaje - 13 de diciembre de  1971    
  - José Luis Pellicena
  - Mayrata O'Wisiedo
  - Luis Prendes
- La llamada - 27 de diciembre de  1971    
  - José Luis Pellicena
  - José María Celdrán
  - Rafael Pardo Lage
  - Carmen Rossi
- Un solo de violín – 17 de enero de 1972    
  - Andrés Mejuto
  - María Luisa Merlo
  - José Luis Pellicena
- Plantar un sauce – 10 de enero de 1972    
  - Tomás Blanco
  - Pedro del Río
  - Salomé Guerrero
  - Javier Loyola
  - Andrés Mejuto
  - José Luis Pellicena
  - Asunción Villamil
- Un viento de esperanza - 20 de diciembre de  1971    
  - José Luis Pellicena
  - Enric Arredondo
  - Mary Delgado
  - Fernando Baeza
  - José Blach
  - Marisa Paredes
  - Pilar Puchol